# Niphovelleda
Niphovelleda is een kevergeslacht uit de familie van de boktorren (Cerambycidae). De wetenschappelijke naam van het geslacht werd voor het eerst geldig gepubliceerd in 1940 door Breuning.

## Soorten
Niphovelleda is monotypisch en omvat slechts de volgende soort:
- Niphovelleda gracilis Breuning, 1940